# Municipio de Hawk Creek
El municipio de Hawk Creek (en inglés: Hawk Creek Township) es un municipio ubicado en el condado de Renville en el estado estadounidense de Minnesota. En el año 2010 tenía una población de 201 habitantes y una densidad poblacional de 2,54 personas por km².

## Geografía
El municipio de Hawk Creek se encuentra ubicado en las coordenadas 44°46′5″N 95°24′45″O / 44.76806, -95.41250. Según la Oficina del Censo de los Estados Unidos, el municipio tiene una superficie total de 79.06 km², de la cual 78,92 km² corresponden a tierra firme y (0,17 %) 0,13 km² es agua.

## Demografía
Según el censo de 2010, había 201 personas residiendo en el municipio de Hawk Creek. La densidad de población era de 2,54 hab./km². De los 201 habitantes, el municipio de Hawk Creek estaba compuesto por el 98,01 % blancos, el 0,5 % eran afroamericanos, el 1 % eran amerindios y el 0,5 % eran de una mezcla de razas. Del total de la población el 1,99 % eran hispanos o latinos de cualquier raza.